# Gare de Palmeiras-Barra Funda
Palmeiras - Barra Funda, également appelée terminus intermodal Palmeiras - Barra Funda, terminus Barra Funda, gare de Barra Funda, ou tout simplement Barra Funda, est le deuxième pôle d'échanges de transport le plus important de São Paulo. Inaugurée le 17 décembre 1988, la gare est située à Barra Funda et regroupe dans un même complexe terminal les lignes d'autobus urbains, interurbains, inter-états, internationaux et métropolitains, trains et métro.

## Histoire
Le premier chemin de fer à inaugurer une gare à Barra Funda fut l'Estrada de Ferro Sorocabana le 10 juillet 1875. Le 19 mai 1892, le São Paulo Railway ouvre sa gare, quelques mètres plus loin, après le viaduc Pacaembu. Les stations étaient isolées les unes des autres. L’idée d’intégrer les trains de banlieue au métro a commencé à prendre forme dans les années 1980.
La station actuelle a été construite par le métro de São Paulo avec des ressources du gouvernement de l'État de São Paulo et du gouvernement brésilien, sur la place de l'ancienne gare homonyme de la Sorocabana, afin de desservir la ligne Est-Ouest (aujourd'hui la ligne 3 - Rouge) et d'unifier dans une gare, les lignes de chemin de fer de banlieue de FEPASA (ancienne Sorocabana) et CBTU (ancienne Estrada de Ferro Santos-Jundiaí).
La station a été inaugurée le 17 décembre 1988, uniquement avec les lignes de métro et FEPASA. La ligne CBTU n'y serait transférée que le 5 janvier 1989.
Après l’unification des lignes suburbaines de la FEPASA et de la CBTU en tant que CPTM, la libre circulation entre les lignes des anciennes compagnies a commencé.
Le 27 avril 2006, la station de métro a été renommée Palmeiras–Barra Funda, en l'honneur de Sociedade Esportiva Palmeiras, un club de São Paulo situé à environ 750 mètres du terminal. La même chose s’est produite avec CPTM en 2007.

### CPTM
| Ligne     | Terminaux               | Longueur (km) | Gares | Observations |
| --------- | ----------------------- | ------------- | ----- | --- |
| 7 Rubis   | Brás ↔ Jundiaí          | 38,969        | 19    | Ancienne ligne A – Marron / Ancien tronçon de la ligne Nord-ouest – Sud-est de la CBTU.                                    |
| 8 Diamant | Júlio Prestes ↔ Itapevi | 35,283        | 20    | Possède un prolongement opérationnel. Ancienne ligne B – Grise / Ancienne ligne Ouest du Train métropolitain de la FEPASA. |

| Code | Gare                  | Mise en service                                                                                   | Intégration                               | Quais                | Position     | Notes |
| ---- | --------------------- | ------------------------------------------------------------------------------------------------- | ----------------------------------------- | -------------------- | ------------ | --- |
| BFU  | Palmeiras–Barra Funda | 10 julho 1875 (EFS); 19 mai 1892 (SPR); 17 décembre 1988 (FEPASA et métro); 5 janvier 1989 (CBTU) | Ligne 3 – Rouge, Bilhete Único de SPTrans | Centraux et latéraux | Fleur du sol | Reconstruite pour le metrô de São Paulo, avec des ressources du gouvernement fédéral et du gouvernement de l'état de São Paulo, en 1988 |

### FEPASA (Éteinte)
| Ligne               | Terminaux          | Longueur (km) | Gares | Observations |
| ------------------- | ------------------ | ------------- | ----- | --- |
| 1 Ligne Touristique | Peruíbe ↔ Campinas | 290           | 105   | Connue sous le nom de Train du Pettená, cette ligne était destinée à la gare centrale de Campinas, au départ de Peruíbe sur la côte sud de São Paulo. La gare de Barra Funda était utilisée pour arrive et / ou départ des passagers en provenance de São Paulo et l'échange de locomotives , a été supprimée en 1997 avec la Ferrovia Paulista S.A. lors de la privatisation. |

Selon le secrétariat des Transports métropolitains, la Ligne 11-Corail devrait être amenée à cette station

### Métro
| Ligne                         | Terminaux                                    | Stations |
| ----------------------------- | -------------------------------------------- | -------- |
| Ligne 3 du métro de São Paulo | Palmeiras–Barra Funda ↔ Corinthians–Itaquera | 18       |

| Code | Station               | Mise en service  | Capacité                               | Intégration                                                      | Quais               | Position     | Notes                                        |
| ---- | --------------------- | ---------------- | -------------------------------------- | ---------------------------------------------------------------- | ------------------- | ------------ | -------------------------------------------- |
| BFU  | Palmeiras–Barra Funda | 17 décembre 1988 | 60 mille voyageurs à l'heure du pointe | Lignes 7 et 8 de la CPTM, Bilhete Único de SPTrans et Carte BOM. | Latéraux et central | Fleur du sol | Station avec structure en béton préfabriqué. |

### Bus
La gare routière de Barra Funda propose plusieurs lignes reliant le quartier de Barra Funda aux quartiers périphériques et centraux de la ville de São Paulo. Elle dessert également des lignes interurbaines principalement à l’ouest de São Paulo, aménagées pour la SPTrans, inter-états et internationales.
Au terminal, trois sociétés exploitent des lignes terrestres internationales, toutes dirigées vers la Bolivie: La Cruceña, La Favorita Bus et Andorinha. La Cruceña exploite des services directs vers la ville de Puerto Suarez, offrant des liaisons vers Santa Cruz de la Sierra. Andorinha propose le service São Paulo - Puerto Suarez, mais avec une connexion vers la ville de Campo Grande, dans Mato Grosso do Sul. La compagnie La Favorita Bus assure des liaisons directes avec Puerto Suarez, avec des extensions vers Santa Cruz de La Sierra et avec la capitale bolivienne, La Paz.

## À proximité
- Allianz Parque
- Mémorial de l'Amérique latine
- RecordTV
- Record News
- Parc d'Água Branca